# Boisseaux
 Boisseaux  es una población y comuna francesa, situada en la región de Centro, departamento de Loiret, en el distrito de Pithiviers y cantón de Outarville.

## Demografía
| 310 | 293 | 244 | 234 | 212 | 253 |
| Para los censos de 1962 a 1999 la población legal corresponde a la población sin duplicidades (Fuente: INSEE [Consultar]) |     |     |     |     |     |